# Titus Verginius Tricostus Rutilus
Pour les articles homonymes, voir Verginius Tricostus.
Titus Verginius Tricostus Rutilus est un homme politique romain du Ve siècle av. J.-C., consul en 479 av. J.-C.

## Famille
Il est membre des Verginii Tricosti, branche de la gens des Verginii. Il est le fils d'Opiter Verginius Tricostus, consul en 502 av. J.-C., et le petit-fils d'un Opiter Verginius. Son nom complet est Titus Verginius Opet.f. Opet.n. Tricostus Rutilus. Il est le frère de Proculus Verginius Tricostus Rutilus, consul en 486 av. J.-C., d'Aulus Verginius Tricostus Rutilus, consul en 476 av. J.-C., et d'Opiter Verginius Esquilinus, consul suffect en 478 av. J.-C.

## Biographie

### Consulat
En 479 av. J.-C., il est élu consul aux côtés de Kaeso Fabius Vibulanus,. Alors que Vibulanus part en campagne contre les Èques qui ont agressé les Latins, alliés de Rome, Tricostus est envoyé combattre les Véiens. Défaite, son armée échappe de peu à l'anéantissement, grâce à l'intervention en urgence de Vibulanus et notamment aux actions du légat Titus Siccius,.

### Fin de carrière
Il devient membre du collège des augures. Il décède en 463 av. J.-C., lors d'une épidémie de peste à Rome, qui emporte aussi selon Tite-Live les deux consuls,.

### Auteurs antiques
- Tite-Live, Histoire romaine, Livre II, 48 et Livre III, 7 sur le site de l'Université de Louvain
- Diodore de Sicile, Bibliothèque historique, XI, 15

### Auteurs modernes
- (en) T. Robert S. Broughton, The Magistrates of the Roman Republic : Volume I, 509 B.C. - 100 B.C., New York, The American Philological Association, coll. « Philological Monographs, number XV, volume I », 1951, 578 p.